# Йовович, Десимир
Десимир Йовович (серб. Десимир Јововић; псевдоним Чича; 15 февраля 1905, Нижние Бранетичи, близ Горни-Милановаца, Королевство Сербия — 10 октября 1985, Белград, СФРЮ) — участник антифашистского движения сопротивления Югославии, общественно-политический деятель ФНРЮ/СФРЮ и СР Сербия, Народный герой Югославии.

## Биография
Родился в 1905 году в бедной сельской семье. В 1923 учился на слесаря в городе Лиг.
Отслужив в армии, в 1930 году устроился на авиазавод в Кралево. Когда в 1933 году на заводе была создана профсоюзная организация, Йовович был избран её казначеем. На следующий год он был принят в ряды Коммунистической партии Югославии и в 1937 году стал членом Местного комитета КПЮ в Кралево. В том же году он был арестован и в течение трёх месяцев содержался в тюрьме. После выхода из тюрьмы Йовович не был взят назад на прежнюю работу, и он переехал сначала в Смедеревску-Паланку, а в январе 1938 года — в Белград, где устроился на работу на Рогожарский авиационный завод, но через три месяца уволен за принадлежность к компартии. После увольнения работал в различных мастерских. В Белграде Йовович присоединился к партийной и профсоюзной деятельности; был членом бюро партийной организации Савски-Венаца.
В ходе «Чешского кризиса» Йовович был выселен из Белграда, в 1939 году непродолжительное время жил в Крушеваце, а 1 сентября был вновь принят на работу на завод Кралево. Через год он стал секретарем Уездного комитета КПЮ от Кралево. Как делегат КПЮ от Кралево участвовал в Пятой национальной конференции КПЮ в Загребе (19 — 23 октября 1940 года). В том же году стал секретарём новообразованного Кралевского окружного комитета КПЮ. В начале 1941 года Йовович был уволен с работы и в феврале 1941 года был направлен провинциальным комитетом КПЮ в Крушевац на должность секретаря окружкома.
После оккупации Югославии в 1941 году Йовович активно участвовал в подготовке к восстанию в Крушевацком районе. 22 июля был сформирован Расинский партизанский отряд, и Десимир стал его политическим комиссаром. В конце 1941 года, когда отряд был отозван в Топлицу и слит с Топлицким партизанским отрядом, Йовович остался комиссаром объединённого отряда.
В начале ноября 1942 года Йовович был назначен секретарем Нишского окружкома КПЮ. К моменту его прибытия в Ниш местная партийная организация была уничтожена из-за многочисленных провалов. Сначала он сформировал Нишский окружком КПЮ, а в октябре 1943 года — Нишский партизанский отряд. Он оставался секретарём Нишского окружкома до апреля 1944 года, когда он был отозван в Топлицу на должность заместителя политкомиссара 23-й сербской дивизии и инструктора Сербского ПК КПЮ от Ниша и Заечара. Он оставался на этом посту до октября 1944 года, когда вместе с провинциальным комитетом перебрался в Валево и был вскоре привлечён для работы в рядах Отделения по защите народа в Крагуеваце.
Йовович работал в ОЗН до 1947 года, когда он стал секретарём Союз профсоюзов Сербии. С 1947 по 1949 год был в Высшей партийной школе «Джуро Джакович». Затем до 1952 года был тогда председателем Союза профсоюзов Сербии. Он был членом Центрального Комитета Союза коммунистов Сербии от Учредительного Конгресса до 1965 года. В 1953 году он был избран Председателем Контрольной комиссии ЦК СК Сербии и оставался на этом посту до 1963 года, когда ушёл на пенсию.
Также Йовович был членом Центрального комитета Союза профсоюзов Югославии и Главного совета СПЮ, затем был членом Главного управления Сербской организации Социалистического союза трудового народа Югославии и Центрального комитета Ассоциации офицеров-резервистов Югославии. Он был членом Скупщины ФНРЮ с 1950 по 1963 год, и депутатом Скупщины Сербии. До своей смерти он был членом Совета Федерации СФРЮ.
Десимир Йовович умер 10 октября 1985 года в Белграде.

## Награды и память
Йовович был обладателем Партизанского памятного знака 1941 года и кавалером нескольких югославских наград. 7 июля 1953 года был награжден орденом народного героя.
Сегодня его имя носит улицу в Горни-Милановаце, а в мемориальном комплексе, расположенном в этом городе, стоит его бюст.